# Tephrodornis sylvicola
Tephrodornis sylvicola là một loài chim trong họ Prionopidae.